# Adolphe Reymond
Pour les articles homonymes, voir Reymond.
Adolphe Reymond, né le 4 septembre 1896 et mort le 7 mars 1976 à Berlingen est un footballeur international suisse. Il évoluait au poste de défenseur.

## Biographie

### En club
Adolphe Reymond est joueur du Servette FC dans les années 1920,.
Il est sacré Champion de Suisse en 1925 et en 1926.

### En équipe nationale
International suisse, Reymond dispute 11 matchs sans inscrire de but avec l'équipe national suisse de 1924 à 1926,.
Le 23 mars 1924, il dispute son premier match contre la France (victoire 3-0 à Genève).
Il fait partie du groupe suisse médaillé d'argent aux Jeux olympiques de 1924 : il dispute les six matchs du tournoi dont la finale perdue contre l'Uruguay.
Son dernier match a lieu le 19 avril 1925 contre les Pays-Bas (victoire 4-1 à Zurich) en amical.

## Palmarès
| \| Servette FC - Championnat de Suisse (2) : - Champion : 1924-25 et 1925-26. \| |  | Suisse - Jeux olympiques : - Argent : 1924. |
| Servette FC - Championnat de Suisse (2) : - Champion : 1924-25 et 1925-26.       |  |                                             |